# مایک اسمیت (بازیکن هاکی روی یخ)
مایک اسمیت (انگلیسی: Mike Smith؛ زادهٔ ۲۲ مارس ۱۹۸۲) بازیکن هاکی روی یخ اهل کانادا است.
از باشگاه‌هایی که در آن بازی کرده‌است می‌توان به فینیکس کایوتیس و تمپا بی لایتنینگ اشاره کرد.